# 迪特·蔡澈
迪特·蔡澈（德語：Dieter Zetsche，1953年5月5日—），出生于土耳其伊斯坦布尔，德国商人。之前是戴姆勒董事会主席，并且自2006年起曾是梅赛德斯-賓士汽车的总裁，自1998年是公司董事会成员。

## 生平
当他父亲赫尔伯特·蔡澈在土耳其负责大坝建设项目时，迪特·蔡澈出生。蔡澈全家于1956年返回德国。蔡澈在美茵河畔法兰克福附近的上乌瑟尔上学，并在1971年至1976年于卡尔斯鲁厄大学学习电气工程。毕业后进入戴姆勒-奔驰研发部工作。1982年他在帕德博恩大学获得工程博士学位。
从2010年起，他住在科莫湖的列尔纳，在那里他买了一栋别墅.